# Военно-морские силы Австро-Венгрии
Военно-морские силы Австро-Венгрии являлись одним из видов Вооружённых сил Австро-Венгрии.
Официальным названием было kaiserliche und königliche Kriegsmarine (с нем. — «Императорские и Королевские военно-морские силы», сокр. k.u.k. Kriegsmarine, на венг. Császári és Királyi Haditengerészet). В литературе встречается название — Морские силы Австро-Венгрии.

## История

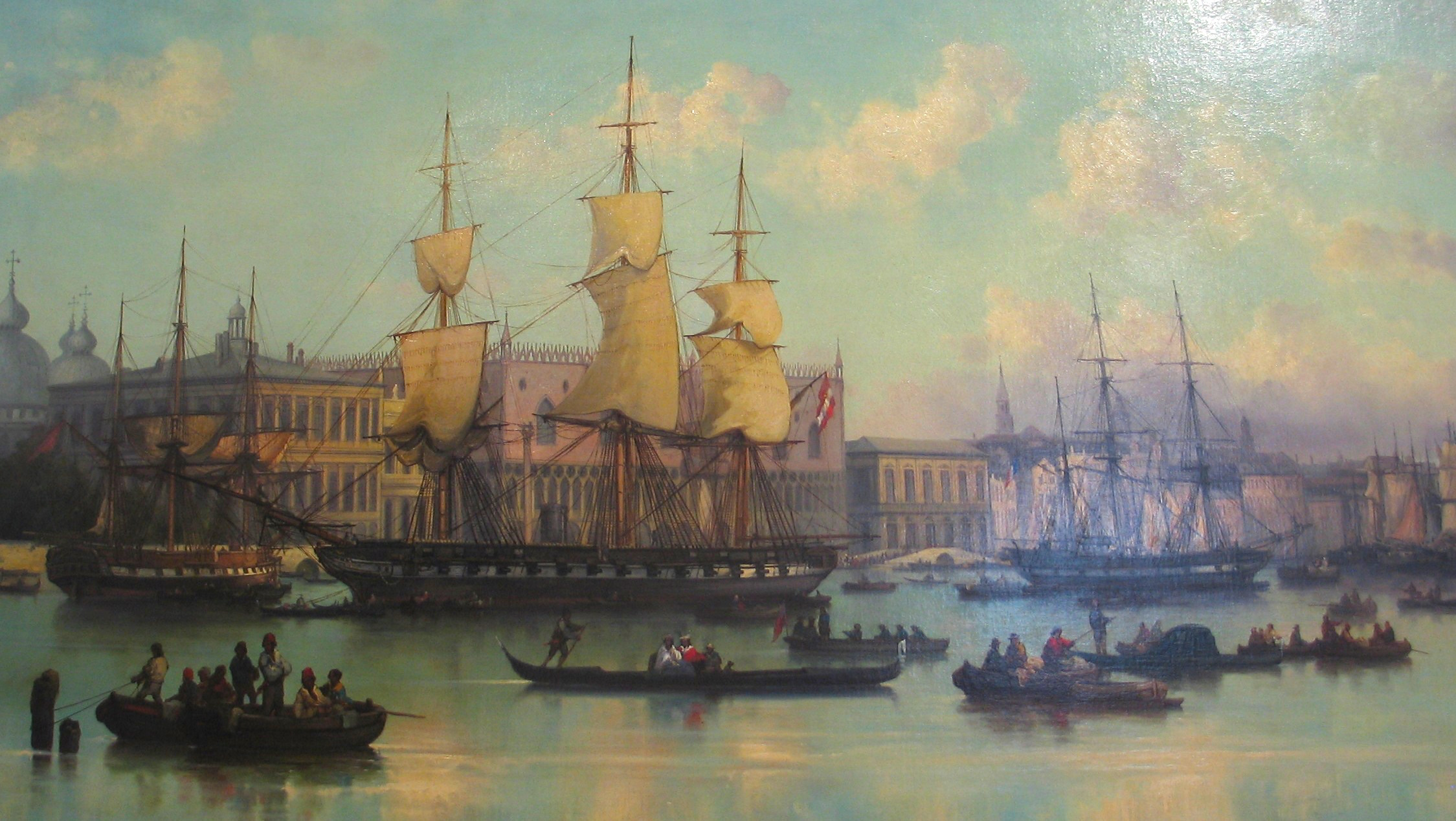
34-пушечный фрегат «Новара» на рейде в Венеции. Худ. Йозеф Пюттнер (1862).

До образования в 1867 году двуединой монархии, Военно-морские силы Австро-Венгрии существовали как Императорский военный флот Австрийской империи и как таковой — принимал участие в Австро-прусско-итальянской войне 1866 года.

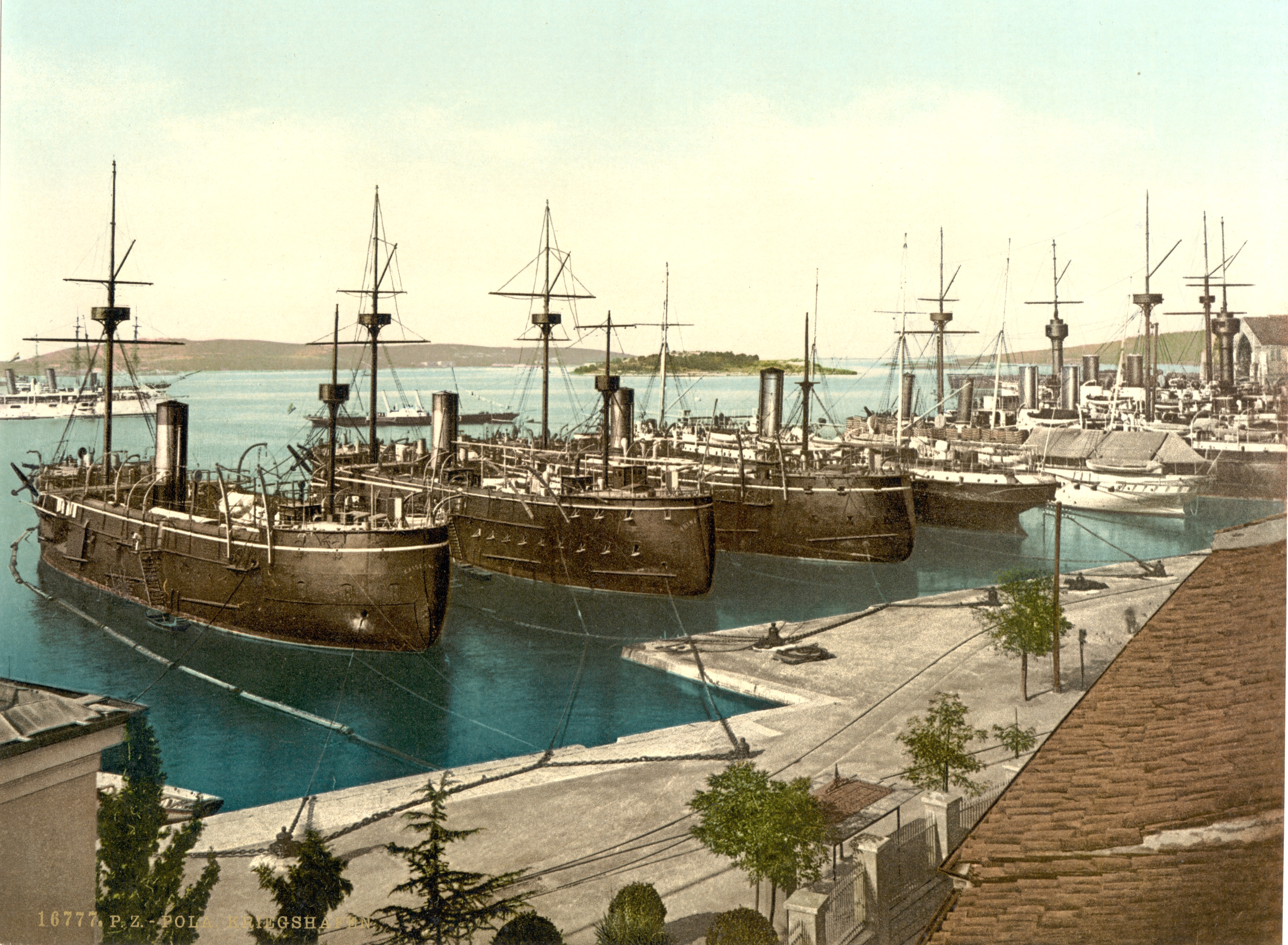
Австро-венгерская военно-морская верфь в Пуле, между 1890 и 1900 годами.

Морские силы Вооружённых сил Австро-Венгрии, одного из главных европейских государств, на 1891 год состояли из:
- 11 броненосных судов;
- 16 мореходных миноносцев;
- 53 «торпедных лодок» (миноносцев).

Всего общим водоизмещением 100 150 тонн (с другими 98 кораблями), с 605 орудиями и экипажами в 6672 человека. Кроме того:
- вспомогательных судов — 142, общим водоизмещением 50 034 тонны, со 199 орудиями и экипажами 5225 человек.

Перед Первой мировой войной австро-венгерский флот состоял из двух эскадр. Также Австро-Венгрия имела речную Дунайскую флотилию. Флотилия состояла из мониторов, сторожевых кораблей и вспомогательных судов, сведенных в дивизионы и группы. База её до войны находилась в Будапеште.
Дунайская флотилия Австро-Венгрии принимала действенное участие в Первой мировой войне. Также считается, что один из её кораблей — монитор «Бодрог» — сделал первые выстрелы в этой войне 26 июля 1914 года.
Весьма успешно действовали в 1914—1918 годах подводные лодки ВМС Австро-Венгрии. К началу войны их было в строю 6, ещё 21 введены в строй в ходе войны. Ими потоплены 2 броненосных крейсера (итальянский «Джузеппе Гарибальди» и французский «Леон Гамбетта»), итальянский вспомогательный крейсер «Принчипе Умберто», 5 эсминцев, 2 подводные лодки, уничтожено и захвачено 108 транспортов и торговых судов; повреждены Линкор («Жан Бар») и 2 английских крейсера. Собственные потери составили 7 потопленных (включая 1 погибшую в результате аварии и 1 по неустановленной причине) и 1 выведенную из строя до конца войны ПЛ.
Военно-морские силы Австро-Венгрии прекратили своё существование в 1918 году, после поражения Австро-Венгрии в Первой мировой войне и последующего за тем распада государства с утратой Австрией и Венгрией выхода к морю.

## Базы ВМС Австро-Венгрии
- ВМБ Сплит;
- ВМБ Пула.

## Флаги кораблей и судов ВМС Австро-Венгрии
После образования двуединой австро-венгерской монархии в 1867 году, созданные на основе бывшего Императорского военного флота Австрийской империи ВМС Австро-Венгрии продолжали использовать единый военно-морской и торговый флаг Австрийской империи (который использовался в качестве кормового флага, а также гюйса на военных кораблях). В 1869 году данный образец флага был утверждён только в качестве военно-морского флага Австро-Венгрии (в качестве нового торгового флага Австро-Венгрии в том же году был принят флаг на основе бывшего единого военно-морского и торгового флага Австрийской империи, половина которого теперь была выполнена в цветах венгерского флага с добавлением герба венгерской короны).
11 октября 1915 года указом императора Франца Иосифа I был введён новый единый военный и военно-морской флаг Австро-Венгрии. В указе оговаривалось, что в Австро-венгерской армии (включая ВВС, которые тогда входили в её состав) переход на новый флаг будет происходить по мере необходимости (по мере их изготовления и поступления в войска). Тем не менее, для ВМС Австро-Венгрии общего дня спуска старого и подъёма нового военно-морского флага установлено не было (оговаривалось, что этот день будет назначен позже, так как требовалось время для изготовления необходимого количества флагов для каждой боевой и вспомогательной единицы флота и поступления их в ВМС). Однако из-за смерти 21 ноября 1916 года императора Франца Иосифа I, подъём нового единого военного и военно-морского флага в австро-венгерском флоте решили отложить до конца Первой мировой войны, в результате чего данный образец флага так никогда и не был поднят ни на одном корабле, катере или судне ВМС Австро-Венгрии (вплоть до распада Австро-Венгрии использовался старый военно-морской флаг).

Военно-морской и торговый флаг Австрийской империи, а затем Австро-Венгрии до 1869 года, после — военно-морской флаг Австро-Венгрии в 1869—1915 годах (де-факто — до 1918 года).
Военный и военно-морской флаг Австро-Венгрии в 1915—1918 годах (де-факто как военно-морской флаг никогда не использовался).

## Чины и знаки различия
Форма и знаки отличия австро-венгерского флота
1. Военный флаг и гюйс.
2. Адмиральский флаг.
3. Вице-адмиральский флаг.
4. Контр-адмиральский флаг.
5. Императорский штандарт.
6. Коммерческий флаг.
7. Офицер.
8. Офицер.
9. Нижний чин.
10. Нижний чин.
11. Нижний чин.
Шитьё на рукавах:
12. Мичман.
13. Лейтенант.
14. Капитан-лейтенант.
15. Капитан 2-го ранга.
16. Капитан 1-го ранга.
17. Контр-адмирал.
18. Вице-адмирал.
19. Адмирал.
Фуражки:
20. Обер-офицер.
21. Штаб-офицер.
22. Адмирал.
23. Матрос.
24. Унтер-офицер.
25. Боцман (кондуктор).
Вышитые значки на рукавах:
26. Матрос 1-й статьи.
27. Наводчик.
28. Пулемётчик.
29. Комендор (артиллерийский унтер-офицер).
30. Минёр (минный унтер-офицер).
31. Рулевой.
32. Стрелок унтер-офицерского звания.
33. Машинный унтер-офицер.
34. Боцманмат.
35. Боцман (кондуктор).
36. Старший боцман (кондуктор).
37. Десять лет сверхсрочной службы.

### Адмиралы
| Нашивки         |               |            |               |                |
| Чины            | Großadmiral   | Admiral    | Viceadmiral   | Konteradmiral  |
| Венг.           | Фётенгернадь  | Тенгернадь | Альтенгернадь | Эллетенгернадь |
| Чеш.            | Гроссадмирал  | Адмирал    | Вице- адмирал | Контр- адмирал |
| Русский перевод | Гроссадмирал  | Адмирал    | Вице- адмирал | Контр- адмирал |
| Звание ВС РФ    | Адмирал флота | Адмирал    | Вице- адмирал | Контр- адмирал |

### Офицеры
| Нашивки         |                        |                    |                    |                         |                     |                      |
| Чины            | Linienschiffs- kapitän | Fregatten- kapitän | Korvetten- kapitän | Linienschiffs- leutnant | Fregatten- leutnant | Korvetten- leutnant  |
| Венг.           | Шорхаё- капитень       | Фрегат- капитень   | Корвет- капитень   | Шорхаё- ходнадь         | Фрегат- ходнадь     | Корвет- ходнадь      |
| Русский перевод | Капитан                | Фрегатен- капитан  | Корветтен- капитан | Лейтенант               | Фрегатен- лейтенант | Корветтен- лейтенант |
| Звание ВС РФ    | Капитан 1-го ранга     | Капитан 2-го ранга | Капитан 3-го ранга | Капитан- лейтенант      | Старший лейтенант   | Лейтенант            |

### Унтер-офицерский и рядовой состав
| Погоны, гюйсы   |                  |                    |                      |                        |                    |                  |          |                   |                   |
| Чины            | Seefähnrich      | Seekadett          | Oberstabs- bootsmann | Stabs- bootsmann       | Unter- bootsmann   | Bootsmanns- maat | Marsgast | Matrose 1. Klasse | Matrose 2. Klasse |
| Венг.           | Тенгерес- заслош | Тенгерес- ходопрод | Fő fedélzetmester    | Idősebb fedélzetmester | Fiatalabb csónakos | Boatswain párja  | Mars     | Tengerész 1. cikk | Tengerész 2. cikk |
| Русский перевод | Фендрик ВМС      | Кадет ВМС          | Главный боцман       | Старший боцман         | Младший боцман     | Боцманмат        | Марсовый | Матрос 1-й статьи | Матрос 2-й статьи |

## Галерея

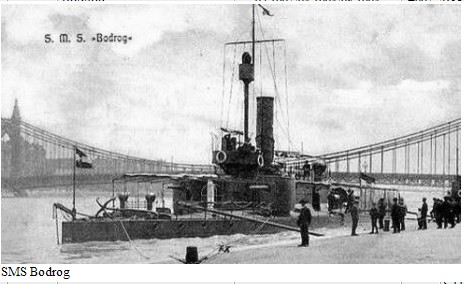
Монитор «Бодрог» в Будапеште.
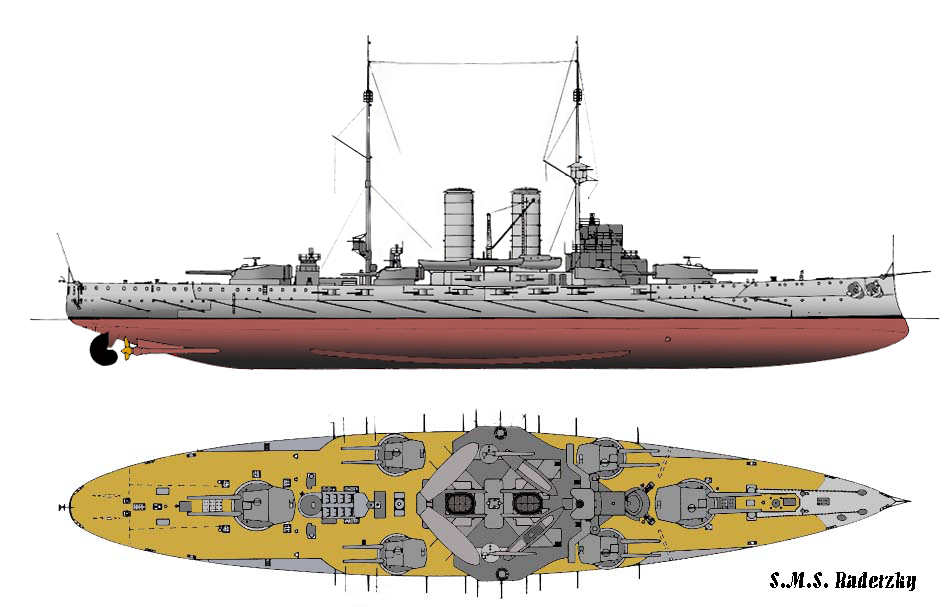
План линкора типа «Радецкий» 1907—1909 годов.